# Sanahin
Sanahin (armensko Սանահին) je vas v armenski provinci Lori. Leži na planoti tik nad desnim bregom strme soteske reke Debed. Danes uradno spada pod mesto Alaverdi, ki leži v soteski. Z Alaverdijem jo poleg ceste povezuje tudi kabinska žičnica, ki ima najbolj strm naklon v vsej nekdanji Sovjetski zvezi.

## Samostan Sanahin
Vas je znana po samostanu. Ime Sanahin pomeni 'starejši od tistega drugega', s čimer je mišljen ravno tako znan bližnji samostan Haghpat. Samostan je leta 966 ustanovila kraljica Khosrovanuš, žena kralja Ašota III. Bagratunija, na mestu, kjer sta že prej stali cerkev sv. Jakoba (Sourb Hakub) iz 9. stoletja in cerkev Matere Božje (Astvacacin), zgrajena med letoma 928 in 944. Samostanska šola in knjižnica, kjer so zapisovali iluminirane rokopise, sta doživeli višek v 10. in 11. stoletju, nato pa je njegov pomen začel upadati.
Prevladujoča cerkev iz bazalta s stožčasto kupolo je posvečena sv. Odrešeniku in so jo najverjetneje začeli graditi leta 966. Od cerkve Matere Božje jo ločuje vmesni prostor, kjer je potekalo poučevanje v okviru akademije Gregorja Magistra. Na zahodnih straneh obeh cerkva so v 12. in 13. stoletju prizidali predprostora (gavit). Vzhodno od cerkve Matere Božje sta majhen mavzolej družine Kjurikid ter knjižnica iz leta 1063 z osemstrano streho. Knjižnice se na vzhodni strani drži še okrogla kapela sv. Gregorja Razsvetitelja iz poznega 10. stoletja. Ločeno od pravkar opisanega kompleksa so v smeri jugovzhoda še mavzoleja družin Argutjan, ki je imela samostan v lasti in Zakarid, še nekoliko naprej pa sta cerkvi sv. Jakoba in sv. Vstajenja (Sourb Haratjun) iz 13. stoletja. Po celotnem kompleksu je mogoče videti še številne škofovske grobove in hačkarje.
Leta 1996 je UNESCO samostana Sanahin in Haghpat kot prva v Armeniji vpisal na seznam svetovne dediščine.

## Znani prebivalci
V vasi sta se rodila tudi znana brata Mikojan. Artem je bil znan letalski konstruktor in eden od 'očetov' letal MiG, Anastas pa je bil politik z enim najdaljših stažev v sovjetskem politbiroju in je v času
Stalina in Hruščova med drugim sodeloval pri sporazumu med Hitlerjem in Stalinom, normalizaciji odnosov z Jugoslavijo po Stalinovi smrti, kubanski raketni krizi, in tudi pri odstavljanju Hruščova. Njuni sorodniki so v stavbi nekdanje šole uredili manjši muzej o obeh bratih.
V Sanahinu se je verjetno rodil tudi armenski pesnik in trubadur Sajat Nova.
- Cerkev sv. Odrešenika (Amenaprkič)
- Kapela sv. Gregorja
- Samostanska knjižnica